# Klein Constantia
Klein Constantia war ein tschechisches Radsportteam mit Sitz in Prag.
Die Mannschaft wurde 2013 von Zdeněk Bakala über die Betreibergesellschaft D-Continental Team gegründet Bakala ist seit 2010 auch Eigentümer der Betreibergesellschaft des UCI WorldTeams Etixx-Quick Step. Die Mannschaft war als Continental Team registriert und nahm an den UCI Continental Circuits teil. Manager war Petr Kovač, der von den Sportlichen Leitern René Andrle und Pavel Padrnos unterstützt wurde. Die Mannschaft fungierte als Farmteam für das Etixx-Quick Step-Team, weswegen die beiden Mannschaften nach dem UCI-Reglement nicht zugleich bei denselben Rennen starten durften.
Ende 2016 wurde das Team aufgelöst.

## Saison 2016

### Erfolge in der UCI Europe Tour
In den Rennen der Saison 2016 der UCI Europe Tour gelangen die nachstehenden Erfolge.
| Datum              | Rennen                                      | Kat. | Fahrer                |
| ------------------ | ------------------------------------------- | ---- | --------------------- |
| 2. März            | Trofej Umag                                 | 1.2  | Jonas Bokeloh         |
| 17. März           | 2. Etappe Volta ao Alentejo                 | 2.2  | Enric Mas             |
| 20. März           | 5. Etappe Volta ao Alentejo                 | 2.2  | Rémi Cavagna          |
| 16.–20. März       | Gesamtwertung Volta ao Alentejo             | 2.2  | Enric Mas             |
| 8. April           | 1. Etappe Circuit des Ardennes              | 2.2  | Rémi Cavagna          |
| 25. April          | 1. Etappe Tour de Bretagne                  | 2.2  | František Sisr        |
| 29. April          | Prolog Carpathian Couriers Race (EZF)       | 2.2U | Hamish Schreurs       |
| 2. Mai             | 3. Etappe Carpathian Couriers Race          | 2.2U | Hamish Schreurs       |
| 29. April – 3. Mai | Gesamtwertung Carpathian Couriers Race      | 2.2U | Hamish Schreurs       |
| 15. Mai            | 2. Etappe Tour de Berlin (EZF)              | 2.2U | Rémi Cavagna          |
| 13.–16. Mai        | Gesamtwertung Tour de Berlin                | 2.2U | Rémi Cavagna          |
| 22. Mai            | 3. Etappe Paris-Arras Tour                  | 2.2  | Rémi Cavagna          |
| 16.–19. Juni       | Gesamtwertung Tour des Pays de Savoie       | 2.2  | Enric Mas             |
| 30. Juni           | 3. Etappe Course de la Solidarité Olympique | 2.2  | Rémi Cavagna          |
| 1. Juli            | 4. Etappe Course de la Solidarité Olympique | 2.2  | Ivan Garcia           |
| 15. Juli           | 3. Etappe Giro della Valle d’Aosta          | 2.2U | Maximilian Schachmann |
| 30. Juli           | 3. Etappe Tour Alsace                       | 2.2  | Maximilian Schachmann |
| 27.–31. Juli       | Gesamtwertung Tour Alsace                   | 2.2  | Maximilian Schachmann |
| 9. September       | 1. Etappe East Bohemia Tour                 | 2.2  | František Sisr        |

### Erfolge bei den Nationalen Straßen-Radsportmeisterschaften
In den Rennen der Nationalen Straßen-Radsportmeisterschaften 2016 gelangen die nachstehenden Erfolge.
| Datum      | Rennen                                              | Sieger                |
| ---------- | --------------------------------------------------- | --------------------- |
| 10. Januar | Neuseeländische Meisterschaft – Straßenrennen (U23) | Hamish Schreurs       |
| 23. Juni   | Tschechische Meisterschaft – Einzelzeitfahren (U23) | Michal Schlegel       |
| 24. Juni   | Deutsche Meisterschaft – Einzelzeitfahren (U23)     | Maximilian Schachmann |
| 26. Juni   | Tschechische Meisterschaft – Straßenrennen (U23)    | Michal Schlegel       |
| 18. August | Französische Meisterschaft – Einzelzeitfahren (U23) | Rémi Cavagna          |

### Abgänge – Zugänge
| Zugänge          | Team 2015                              | Abgänge         | Team 2016                  |
| ---------------- | -------------------------------------- | --------------- | -------------------------- |
| Nuno Bico        | Rádio Popular ONDA Boavista            | Erik Baška      | Tinkoff                    |
| Rémi Cavagna     | Pro Immo Nicolas Roux                  | Matēj Bechynē   | Unbekannt                  |
| Jonas Bokeloh    | SEG Racing                             | Rayane Bouhanni | Cofidis, Solutions Crédits |
| Enric Mas        | Specialized-Fundación Alberto Contador | Jan Brockhoff   | Leopard Pro Cycling        |
| Kenny Molly      | Specialized-Fundación Alberto Contador | Álvaro Cuadros  | Unbekannt                  |
| Jhonatan Narváez | Neoprofi                               | Alexis Guérin   | GSC Blagnac Vélo Sport 31  |
| Hamish Schreurs  | Neoprofi                               | Jakub Novák     | Unbekannt                  |
| František Sisr   | Kemo Dukla Trenčín                     |                 |                            |

### Mannschaft
| Name                     | Geburtstag        | Nationalität | Team 2017                       |
| ------------------------ | ----------------- | ------------ | ------------------------------- |
| Nuno Bico                | 3. Juli 1994      | Portugal     | Movistar Team                   |
| Jonas Bokeloh            | 16. März 1996     | Deutschland  | An Post-Chain Reaction          |
| Rémi Cavagna             | 10. August 1995   | Frankreich   | Quick-Step Floors               |
| Iván García              | 20. November 1995 | Spanien      | Bahrain Merida Pro Cycling Team |
| Przemysław Kasperkiewicz | 1. März 1994      | Polen        | An Post-Chain Reaction          |
| Roman Lehký              | 30. Juni 1996     | Tschechien   |                                 |
| Enric Mas                | 7. Januar 1995    | Spanien      | Quick-Step Floors               |
| Kenny Molly              | 24. Dezember 1996 | Belgien      | AGO-Aqua Service                |
| Jhonatan Narváez         | 4. März 1997      | Ecuador      | Axeon Hagens Berman             |
| Maximilian Schachmann    | 9. Januar 1994    | Deutschland  | Quick-Step Floors               |
| Michal Schlegel          | 31. Mai 1995      | Tschechien   | CCC Sprandi Polkowice           |
| Hamish Schreurs          | 23. Januar 1994   | Neuseeland   | Israel Cycling Academy          |
| František Sisr           | 17. März 1993     | Tschechien   | CCC Sprandi Polkowice           |

## Platzierungen in UCI-Ranglisten
UCI America Tour
| Saison | Mannschaftswertung | Fahrerwertung           |
| ------ | ------------------ | ----------------------- |
| 2013   | 38.                | Daniel Hoelgaard (345.) |
| 2014   | –                  | –                       |
| 2015   | 34.                | Michal Schlegel (195.)  |
| 2016   | 26.                | Jhonatan Narváez (345.) |

UCI Asia Tour
| Saison    | Mannschaftswertung | Fahrerwertung               |
| --------- | ------------------ | --------------------------- |
| 2013–2015 | –                  | –                           |
| 2016      | 31.                | Maximilian Schachmann (91.) |

UCI Europe Tour
| Saison | Mannschaftswertung | Fahrerwertung           |
| ------ | ------------------ | ----------------------- |
| 2013   | 14.                | Petr Vakoč (17.)        |
| 2014   | 19.                | Łukasz Wiśniowski (62.) |
| 2015   | 46.                | Erik Baška (52.)        |
| 2016   | 27.                | Rémi Cavagna (276.)     |

UCI Oceania Tour
| Saison    | Mannschaftswertung | Fahrerwertung         |
| --------- | ------------------ | --------------------- |
| 2013–2015 | –                  | –                     |
| 2016      | 8.                 | Hamish Schreurs (34.) |